# L'ultimo bacio
L'ultimo bacio es una película italiana de 2001 escrita y dirigida por Gabriele Muccino y protagonizada por Stefano Accorsi, Giovanna Mezzogiorno, Stefania Sandrelli y Martina Stella en su debut cinematográfico. La banda sonora está encabezada por la canción de Carmen Consoli que da nombre a la película. La cantante siciliana aparece en un cameo.
El filme gira en torno a la vida de Carlo (Accorsi) y sus amigos Adriano (Giorgio Pasotti), Paolo (Claudio Santamaria), Alberto (Marco Cocci) y Marco (Pierfrancesco Favino), quienes, cerca de alcanzar los treinta años de edad, se encuentras reflexionando sobre sus elecciones en la vida, poniendo en duda lo que antes eran certezas. Su crisis es el síndrome de Peter Pan del hombre moderno, el miedo de ser atrapados por jornadas frenéticas, el trabajo y las responsabilidades, arriesgando de esa forma permanecer ajenos al verdadero «sentido» de las cosas.
L'ultimo bacio obtuvo múltiples galardones, incluyendo cinco Premios David di Donatello y tres Nastro d'argento. En 2006 se estrenó una nueva versión estadounidense titulada The Last Kiss, dirigida por Tony Goldwyn, mientras que en 2010 se estrenó una secuela, también dirigida por Muccino, titulada Baciami ancora.

## Trama
Carlo, un joven de veintinueve años de edad que espera una hija de su novia Giulia, se ve atraído por la sensual inocencia de Francesca, una joven de dieciocho años que conoce en el casamiento de su amigo Marco. Surge una fuerte atracción entre ambos que conduce a Carlo a traicionar a Giulia con la joven, quien ignora la situación, mientras se ocupa de los preparativos para el nacimiento de su hija. Entretanto, Adriano, en crisis con su esposa Livia, con quien tiene un hijo, planea abandonarla.
Paolo está deprimido a causa de la enfermedad de su padre y del abandono de su novia, Adrianna. Alberto, aparentemente sin preocupaciones, pasa de una aventura a otra, incapaz de crear vínculos estables. También Anna, la madre de Giulia, transcurre por un periodo de gran crisis con su marido, el psicólogo Emilio, lo que la incentiva a reencontrarse con un viejo amante, el profesor Eugenio Bonetti, pero encontrándolo ahora ocupado sentimentalmente y con un hijo.
Giulia se encuentra con los amigos de Carlo debido a la muerte del padre de Paolo y se da cuenta de que Carlo, que le había dicho que iba a salir con Adriano, le ha mentido, al encontrar a Adriano en la reunión. Cuando Carlo regresa a casa, Giulia, en un ataque de rabia, lo obliga a contarle la verdad y Carlo le confiesa su encuentro con Francesca, que terminó «solamente en un beso». En ese instante, Giulia explota de rabia y echa violentamente a Carlo de la casa. Este último regresa a los de Francesca, con quien pasa la noche.
A la mañana siguiente, despertándose en la habitación de la chica, se da cuenta de que se ha equivocado. Abandona a Francesca y corre a buscar a Giulia, quien sin embargo decide mudarse a la casa de sus padres, ya reconciliados. Con la complicidad de Anna, Carlo intentará que Giulia lo perdone y reconquistarla.

## Reparto
- Stefano Accorsi - Carlo
- Giovanna Mezzogiorno - Giulia
- Stefania Sandrelli - Anna
- Martina Stella - Francesca
- Pierfrancesco Favino - Marco
- Claudio Santamaria - Paolo
- Sabrina Impacciatore - Livia
- Giorgio Pasotti - Adriano
- Sergio Castellitto - Prof. Eugenio Bonetti
- Regina Orioli - Arianna
- Marco Cocci - Alberto
- Luigi Diberti - Emilio
- Daniela Piazza - Veronica
- Lina Bernardi - Adele, madre de Paolo.
- Piero Natoli - Michele
- Vittorio Amandola - Mimmo, tío de Paolo.
- Giulia Carmignani - Mariposa
- Silvio Muccino - novio de Mariposa
- Carmen Consoli - amante de Alberto
- Ines Nobili - Gemma, amante de Alberto.

## Recepción
El filme recaudó alrededor de doce millones de euros en la taquilla, permaneciendo por seis meses en las salas de cine, un hecho que no sucedía hacía bastante tiempo en el cine italiano. En el año 2002 la cinta obtuvo buenos resultados también en el exterior, particularmente en Europa. Se distribuyó en Estados Unidos en el verano siguiente.

## Premios
| Organización                               | Categoría                         | Ganadores y nominados               | Resultado | Ref(s) |
| ------------------------------------------ | --------------------------------- | ----------------------------------- | --------- | ------ |
| Premio David di Donatello (2001)           | Mejor película                    | Mejor película                      | Nominada  |        |
| Premio David di Donatello (2001)           | Mejor director                    | Gabriele Muccino                    | Ganador   |        |
| Premio David di Donatello (2001)           | Mejor guion                       | Gabriele Muccino                    | Nominado  |        |
| Premio David di Donatello (2001)           | Mejor actor protagonista          | Stefano Accorsi                     | Nominado  |        |
| Premio David di Donatello (2001)           | Mejor actriz protagonista         | Giovanna Mezzogiorno                | Nominada  |        |
| Premio David di Donatello (2001)           | Mejor actor secundario            | Claudio Santamaria                  | Nominado  |        |
| Premio David di Donatello (2001)           | Mejor actriz secundaria           | Stefania Sandrelli                  | Ganadora  |        |
| Premio David di Donatello (2001)           | Mejor productor                   | Domenico Procacci                   | Ganador   |        |
| Premio David di Donatello (2001)           | Mejor montaje                     | Claudio Di Mauro                    | Ganador   |        |
| Premio David di Donatello (2001)           | Mejor sonido                      | Gaetano Carito                      | Nominado  |        |
| Nastro d'argento (2001)                    | Mejor director                    | Gabriele Muccino                    | Nominado  |        |
| Nastro d'argento (2001)                    | Mejor actriz protagonista         | Giovanna Mezzogiorno                | Nominada  |        |
| Nastro d'argento (2001)                    | Mejor actriz secuendaria          | Stefania Sandrelli                  | Ganadora  |        |
| Nastro d'argento (2001)                    | Mejor actriz secuendaria          | Sabrina Impacciatore                | Nominada  |        |
| Nastro d'argento (2001)                    | Mejor productor                   | Domenico Procacci                   | Nominado  |        |
| Nastro d'argento (2001)                    | Mejor montaje                     | Claudio Di Mauro                    | Ganador   |        |
| Nastro d'argento (2001)                    | Mejor canción original            | Carmen Consoli por «L'ultimo bacio» | Ganadora  |        |
| Premios del Cine Europeo (2001)            | Mejor actriz                      | Stefania Sandrelli                  | Nominada  |        |
| Globo d'oro (2001)                         | Mejor actriz                      | Giovanna Mezzogiorno                | Nominada  |        |
| Festival de Cine de Sundance (2002)        | Premio del público (World Cinema) | Gabriele Muccino                    | Ganador   |        |
| Premio Flaiano (2001)                      | Mejor actriz protagonista         | Giovanna Mezzogiorno                | Ganadora  |        |
| Premio Flaiano (2001)                      | Mejor actriz secundaria           | Sabrina Impacciatore                | Ganadora  |        |
| Premio Flaiano (2001)                      | Mejor montaje                     | Claudio Di Mauro                    | Ganador   |        |
| Ciak d'oro (2001)                          | Mejor actor protagonista          | Stefano Accorsi                     | Ganador   | [ 8 ]  |
| Ciak d'oro (2001)                          | Mejor guion                       | Gabriele Muccino                    | Ganador   | [ 8 ]  |
| Ciak d'oro (2001)                          | Mejor montaje                     | Claudio Di Mauro                    | Ganador   | [ 8 ]  |
| Gransito Movie Awards (2001)               | Mejor secundario                  | Claudio Santamaria                  | Ganador   |        |
| Gransito Movie Awards (2001)               | Mejor actor revelación            | Claudio Santamaria                  | Ganador   |        |
| Newport International Film Festival (2002) | Mejor actor protagonista          | Claudio Santamaria                  | Ganador   |        |